# 上方
上方（かみがた、かみかた）は、主に江戸時代に京都や大坂を始めとする五畿内を呼んだ名称である。京都のみを指す場合や、畿内を始めとする近畿地方一帯を指す場合もあった。

## 概説
当時天皇が住んでいた京都を「上」とする考え方から生じた語で、政治の中心である江戸に対して古くからの経済・文化の中心地を指す語として用いられた。「上方」の語の初出は、鎌倉末期ごろ成立の狂言「腹不立（はらたてず）」とされる。
江戸幕府は五畿内（和泉国・摂津国・河内国・大和国・山城国）とその隣接する三州（播磨国・丹波国・近江国）を上方筋（かみがたすじ）と定義した。明治時代には五畿内のみを「上方」、五畿内三州を「上方筋」とされることもあった。
上方における文化は上方文化と呼ばれ、代表的なものに上方舞、上方歌、上方落語、上方漫才、上方歌舞伎、上方三味線、上方浮世絵、上方言葉、人形浄瑠璃文楽などがある。また、上方の商人として伊勢商人と近江商人の存在が大きかった。
上方は近世初期まで日本の経済・文化の中心地であり、江戸時代初期における元禄文化も上方を中心に花開いた。江戸の発展とともに関東へも先進的な上方文化が東漸し、18世紀の明和期頃から徐々に江戸特有の庶民文化が開花、江戸時代後期（化政期）に至るとようやく江戸が上方と並ぶ文化の発信地となった。